# Kelcie Banks
Pour les articles homonymes, voir Banks.
Kelcie Banks est un boxeur américain né le 8 mai 1965 à Chicago.

## Carrière
Sa carrière amateur est principalement marquée par un titre de champion du monde remporté à Reno en 1986 dans la catégorie des poids plumes et par la médaille d'or aux Jeux panaméricains d'Indianapolis en 1987. Banks passe professionnel en 1989 mais ne remportera pas le moindre titre et se retirera des rings sur un palmarès de 22 victoires, 6 défaites et 2 matchs nuls.